# 鶴見六百
鶴見 六百（つるみ ろっぴゃく、1965年12月17日 - ）は、日本のテレビゲーム開発者、翻訳家。長野県佐久市出身。早稲田大学理工学部卒。

## 来歴
少年時代よりBCLを趣味としており、中学生になりアマチュア無線を開始。さらに雑誌『初歩のラジオ』や『ラジオの製作』から電子工作にも興味を持ち、パソコンにも興味を広げる。1984年、大学で参加したコンピュータ系サークルの先輩が、たまたま購入していた雑誌『Oh! HiTBiT』のライターを務めていた縁で、同誌2号よりライター活動を開始。同年12月に創刊されたゲーム専門雑誌『Beep』に、氷水 芋吉（ひみず いもきち）名義で創刊より携わる。
大学卒業後の1989年、セガに入社。『マイケル・ジャクソンズ・ムーンウォーカー』などのアーケードゲームを中心にゲーム開発に関わる。この時期の同僚にマーク・サーニーがいる。しかし27歳の時に任された大型プロジェクトが暗礁に乗り上げ、プレッシャーからうつ病を発症。長期休養ののち復帰し家庭用ゲームソフト部門に異動したが、結局1995年にセガを退社した。
1996年にソニー・コンピュータエンタテインメント（SCE、現：ソニー・インタラクティブエンタテインメント）入社。マークとの縁で『クラッシュ・バンディクー』をはじめとした、アメリカ産ゲームの日本語版制作プロデューサーとして監修・ローカライズを担当するようになる。2000年にフリーランスとなり「六百デザイン」を立ち上げ。その後も引き続きSCEの海外ゲームの日本発売プロデュースを行う。自身の携わる作品がPSの時は「TSURUMI-0600」とクレジットに入れていたが、PS2以降は「ROPPYAKU TSURUMI」に変更された。
海外で行われたGame Developers Conferenceにて日本人としては初の同時通訳による講演を行い、カルチャライズの重要性を世界に訴えた。また2002年のCEDECにも登壇し、「海外デベロッパーとともにヒットさせる日本市場向けゲーム」のタイトルで講演を行った。
2009年3月をもってゲーム業界を離れ、自身の興味のあったパチンコに携わるため、サミーに入社。
2012年のゲーマガ最終号では、氷水芋吉名義で寄稿。
2012年6月にサミーを退社。再びゲーム業界を志し、アーゼストに所属。
2021年創刊のウェブマガジン「Beep21」に、「鶴見六百（元Beepライター芋吉）」名義でライターとして参加。
2022年1月末、アーゼストを退社。以降はフリーランスの翻訳家として活動する。

## 主な参加作品

### セガ時代
- 1990年　マイケル・ジャクソンズ・ムーンウォーカー（アーケード）
- 1991年　スパイダーマン（アーケード）
- 1994年　スター・ウォーズ アーケード（アーケード）
- 1995年　輝水晶伝説アスタル（セガサターン）

### ソニー・コンピュータエンタテインメント - 六百デザイン時代
- 1996年　ロードオブモンスターズ（Webゲーム）
- 1996年　クラッシュ・バンディクー（PS）
- 1997年　クラッシュ・バンディクー2 コルテックスの逆襲!（PS）
- 1998年　クラッシュ・バンディクー3 ブッとび!世界一周（PS）
- 1999年　スパイロ・ザ・ドラゴン（PS）
- 1999年　クラッシュ・バンディクー レーシング（PS）
- 2000年　スパイロ×スパークス トンでもツアーズ（PS）
- 2000年　クラッシュ・バンディクー カーニバル（PS）
- 2001年　ジャック×ダクスター 旧世界の遺産（PS2）
- 2002年　ラチェット&クランク（PS2）
- 2003年　ラチェット&クランク2 ガガガ!銀河のコマンドーっす（PS2）
- 2004年　ジャック×ダクスター2（PS2）
- 2004年　ラチェット&クランク3 突撃!ガラクチック★レンジャーズ（PS2）
- 2005年　ラチェット&クランク4th ギリギリ銀河のギガバトル（PS2）
- 2007年　ラチェット&クランク デジタル銀河の大脱出!（携帯電話アプリ）
- 2007年　ラチェット&クランク5 激突!ドデカ銀河のミリミリ軍団（PSP）
- 2007年　ラチェット&クランク FUTURE（PS3）
- 2008年　ラチェット&クランク FUTURE外伝 海賊ダークウォーターの秘宝（PS3）
- 2008年　クランク&ラチェット マル秘ミッション☆イグニッション!（PSP）

### アーゼスト時代
- 2016年　マリオ&ソニック AT リオオリンピック（ニンテンドー3DS）

携わったパチンコについては明らかにされていない。

## 人物
- Beepではメインライターとして活躍。当初は「芋吉」の名前から頭がジャガイモの似顔絵を使用していたが、のちに顔出しでも誌面に登場した。
- Beep時代、特集記事から交友を持った糸井重里より「芋吉 馬琴（いもよし まこと）」という名前を贈られる。一時期使用するも、その後再び氷水芋吉に名義を戻している。
- ドット絵の制作も得意としており、Beep時代は「グリッドパワーイラストラボ」という企画記事をはじめ何点か作品を公開していた。業務でも『クラッシュ・バンディクー3 ブッとび!世界一周』におけるPocketStationでのクラッシュのダンスは、鶴見がドット絵を描いている[1]。
- セガへの入社は、Beepの取材で当時ハードウェア開発の本部長だった佐藤秀樹（のちセガ社長）と意気投合、その場で人事部の担当者が呼ばれ、内定が出された[2]。
- マーク・サーニーとは趣味のアメリカン・コミックスで親交を深め、鶴見が好んでいた『スパイダーマン』にちなんだ「スパイディ」の愛称で呼ばれていた[1]。
- うつ病発症からセガ退社、その後の回復までの経緯が、田中圭一『うつヌケ』にて漫画化されている[2]。なお、同作品では「照美八角」という偽名で登場。
- プライベートでは「金町タイマーズ」なるバンドを組み音楽活動をしている。自身のYouTubeチャンネルで、同バンドの動画を公開。

### SCEでの活動
ローカライズ（現地語化）を超えたカルチャライズ（現地文化への適合）をテーマに、多くの要素に手を入れた。
クラッシュ・バンディクーシリーズ
難易度調整にはじまり、日本語フォント作成、ココ・バンディクー（クラッシュの妹）のオリジナルデザイン指揮、コマーシャルの「クラッシュダンス」のゲームへのコンバートなどを、直接海外にわたり現地の開発者に指示をしながら自身も行った。
ラチェット&クランクシリーズ
ラチェットの特徴が薄く『クラッシュ・バンディクー』同様の「勝ちパターン」につなげられない危惧から、ラチェットの眉毛を濃くするなどのアレンジを行った。
『4th』では、本国では外伝扱いの作品を日本ではナンバリングタイトルにする依頼を受け、「変身」という日本独自のコンセプトを導入。本国コンポーザーによる変身ジングルを、佐宗綾子がダンスアレンジし、鶴見が歌詞を付けた「キャプテン・クォークのガラクチック★エクササイズ」という曲にして、ステージイベントなどにも使用した。
ラチェット&クランクの日本展開のプロモーションとして、自ら研究者の仮装をしイメージキャラクターを演じたこともある。